# Freestyle ai XXIII Giochi olimpici invernali - Slopestyle femminile
La gara di slopestyle femminile di freestyle dei XXIII Giochi olimpici invernali di Pyeongchang si è svolta il 17 febbraio 2018 al Bokwang Phoenix Park di Bongpyeong. Alle ore 10:00 è partita la fase di qualificazione, mentre la finale ha avuto inizio alle 13:00.

## Risultati

### Qualificazione
| Pos. | Atleta                     | Nazione                      | Run 1 | Run 2 | Note |
| ---- | -------------------------- | ---------------------------- | ----- | ----- | ---- |
| 1    | Emma Dahlström             | Svezia                       | 91.40 | 57.60 | Q    |
| 2    | Tiril Sjåstad Christiansen | Norvegia                     | 55.80 | 89.00 | Q    |
| 3    | Johanne Killi              | Norvegia                     | 87.80 | 64.20 | Q    |
| 4    | Isabel Atkin               | Gran Bretagna                | 13.20 | 86.80 | Q    |
| 5    | Mathilde Gremaud           | Svizzera                     | 85.40 | 71.60 | Q    |
| 6    | Devin Logan                | Stati Uniti                  | 84.80 | 37.60 | Q    |
| 7    | Sarah Höfflin              | Svizzera                     | 83.00 | 21.20 | Q    |
| 8    | Anastasia Tatalina         | Atleti Olimpici dalla Russia | 27.40 | 81.00 | Q    |
| 9    | Yuki Tsubota               | Canada                       | 65.40 | 78.20 | Q    |
| 10   | Katie Summerhayes          | Gran Bretagna                | 75.80 | 77.60 | Q    |
| 11   | Jennie-Lee Burmansson      | Svezia                       | 17.40 | 77.00 | Q    |
| 12   | Maggie Voisin              | Stati Uniti                  | 72.80 | 73.00 | Q    |
| 13   | Lee Mee-hyun               | Corea del Sud                | 46.80 | 72.80 |      |
| 14   | Lana Prusakova             | Atleti Olimpici dalla Russia | 42.20 | 70.60 |      |
| 15   | Tess Ledeux                | Francia                      | 69.40 | 28.40 |      |
| 16   | Lara Wolf                  | Austria                      | 10.20 | 66.40 |      |
| 17   | Darian Stevens             | Stati Uniti                  | 8.20  | 64.00 |      |
| 18   | Kea Kühnel                 | Germania                     | 19.40 | 59.60 |      |
| 19   | Lou Barin                  | Francia                      | 50.60 | 38.40 |      |
| 20   | Dominique Ohaco            | Cile                         | 16.00 | 38.60 |      |
| 21   | Dara Howell                | Canada                       | 12.80 | 32.00 |      |
| 22   | Kim Lamarre                | Canada                       | 22.80 | 23.60 |      |
| 23   | Caroline Claire            | Stati Uniti                  | 20.00 | 16.40 |      |

### Finale
| Pos.    | Atleta                     | Nazione                      | Run 1 | Run 2 | Run 3 | Punti |
| ------- | -------------------------- | ---------------------------- | ----- | ----- | ----- | ----- |
| Oro     | Sarah Höfflin              | Svizzera                     | 83.80 | 27.80 | 91.20 | 91.20 |
| Argento | Mathilde Gremaud           | Svizzera                     | 88.00 | 29.40 | 29.40 | 88.00 |
| Bronzo  | Isabel Atkin               | Gran Bretagna                | 68.40 | 79.40 | 84.60 | 84.60 |
| 4       | Maggie Voisin              | Stati Uniti                  | 26.40 | 37.60 | 81.20 | 81.20 |
| 5       | Johanne Killi              | Norvegia                     | 10.20 | 76.80 | 54.40 | 76.80 |
| 6       | Yuki Tsubota               | Canada                       | 74.40 | 26.40 | 40.40 | 74.40 |
| 7       | Katie Summerhayes          | Gran Bretagna                | 61.40 | 71.40 | 23.20 | 71.40 |
| 8       | Jennie-Lee Burmansson      | Svezia                       | 42.00 | 65.00 | 24.40 | 65.00 |
| 9       | Tiril Sjåstad Christiansen | Norvegia                     | 5.20  | 24.00 | 60.40 | 60.40 |
| 10      | Devin Logan                | Stati Uniti                  | 22.60 | 56.80 | 10.60 | 56.80 |
| 11      | Emma Dahlström             | Svezia                       | 16.60 | 52.40 | 15.40 | 52.40 |
| 12      | Anastasia Tatalina         | Atleti Olimpici dalla Russia | 29.40 | 51.20 | 13.00 | 51.20 |